# Kościół św. Sebastiana w Strzelcach Wielkich
Kościół św. Sebastiana w Strzelcach Wielkich – rzymskokatolicki kościół filialny znajdujący się w miejscowości Strzelce Wielkie w powiecie brzeskim, w województwie małopolskim. Wpisany do rejestru zabytków w 1979 (zespół kościoła św. Sebastiana: kościół, dzwonnica, otoczenie). Do ok. 2005 r. kościół parafialny.

## Historia
Parafia w Strzelcach Wielkich została erygowana przez bpa krakowskiego Marcina Szyszkowskiego 11 października 1617 r. z inicjatywy dziedzica Andrzeja Gawrońskiego Rawy, który ufundował w Strzelcach pierwszy drewniany kościół, położony nad brzegiem Wisły pw. świętych Fabiana i Sebastiana. Przed 1727 r. dobudowano do kościoła kaplice Mariacką. Kościół ten uległ zniszczeniu lub został rozebrany. Na jego miejscu zbudowano w 1784-85 r. obecny kościół pw. św. Sebastiana, męczennika. Konsekrowany został przez bpa Jana Duvalla. Kościół odnawiany był gruntownie w latach 1892–1894 oraz w 1936 roku. W latach 1956-57 został powiększony przez rozbudowę nawy według projektu architekta Piotra Krakowskiego. Do czasu wybudowania nowego kościoła – sanktuarium Matki Bożej Szkaplerznej (ok. 2005) pełnił rolę kościoła parafialnego.

## Architektura kościoła
Świątynia jest drewniana, wzniesiona w konstrukcji zrębowej, oszalowana i orientowana. Budynek jest jednonawowy, z węższym prezbiterium, zamkniętym ścianą prostą. Od północy prezbiterium przylega zakrystia, a od zachodu przedłużona nawa z niskimi przybudówkami po bokach. Dach dwuspadowy, nad nowszą częścią nawy o obniżonej kalenicy. Nad nawą kościoła umiejscowiona jest wieżyczka na sygnaturkę o barokowej formie. Wnętrze kościoła nakryte pozornymi sklepieniami kolebkowymi, w nawie z płaskimi odcinkami stropu po bokach, wspartymi na słupach. Nawa oddzielona jest od prezbiterium tęczą o łagodnym łuku, na belce tęczowej umieszczony jest późnobarokowy krucyfiks z Chrystusem Ukrzyżowanym. W nowej części nawy znajduje się empora muzyczna (chór), wsparta na dwóch kolumnach (prawdopodobnie przeniesiona ze starszej części). Ściany kościoła zdobi polichromia figuralna i ornamentalna wykonana w 1961 r. przez Annę i Zofię Pawłowskie oraz Karola Pustelnika.

## Wyposażenie wnętrza świątyni
W kościele znajdują się trzy ołtarze:
- ołtarz główny (późnobarokowy) z 4. ćw. XVIII w. Po bokach ujęty przez zdwojone kolumny, o kapitelach korynckich, z bramkami po bokach nad którymi ustawione są posągi świętych Piotra i Pawła. W zwieńczeniu ołtarza owalny obraz Męczeństwa św. Sebastiana. W polu środkowym obraz Pojmania św. Sebastiana oraz wymienny łaskami słynący obraz Matki Bożej Szkaplerznej zwany Matką Bożą Strzelecką z XVII lub XVIII w[7][8]. Po wybudowaniu nowego kościoła sanktuaryjnego (ok. 2005) oryginalny wizerunek NMP został do niego przeniesiony[11];
- dwa ołtarze boczne rokokowe również z 4. ćw. XVIII w. prawy z obrazem św. Józefa w polu głównym i owalnym obrazem św. Barbary w zwieńczeniu oraz z rzeźbami świętych Dominiki i Katarzyny Sieneńskiej; lewy ołtarz z obrazem Serca Pana Jezusa (malowanym przez Adolfa Chyłę) i rzeźbami świętych Wojciecha i Stanisława z XIX w. po bokach[7][8].

Na wyposażaniu świątyni znajdują się także:
- rokokowa ambona oraz chrzcielnica kamienna z końca XVIII w.;
- organy 20-głosowe z 1977 r. wykonane przez Henryka Siedlara z Krakowa;
- tablica pamiątkowa (w prezbiterium) z okazji 200-setnej rocznic Odsieczy Wiedeńskiej, żeliwna z 1867;
- obrazy: Matki Boskiej XIX w., Matka Boża Karmiąca, Chrystus Ukrzyżowany oraz św. Stanisława z XIX–XX w.;
- trzy epitafia (w prezbiterium):

1. Stanisława i Tekli Siemońskich, marmurowe z 1823 r.;
2. Emilii i Karola Trzeciaków, właścicieli Dąbrówki Morskiej z 1878 r.;
3. Henryka Trzeciaka z 1893 r.

## Otoczenie
- w południowo-zachodnim narożniku ogrodzenia kościoła znajduje się dzwonnica (dwupoziomowa) powstała na przełomie XVIII/XIX w. jest to budowla drewniana, wolnostojąca, o konstrukcji słupowej z nadwieszaną izbicą, oszalowana i nakryta dachem namiotowym. We wnętrzu zawieszony jest jeden dzwon z XX w.[7][8][9][12];
- kościół otoczony jest ogrodzeniem drewnianym na słupkach betonowych w którym w południowej części usytuowana jest kapliczka drewniana, a we wschodniej części placu kościelnego umiejscowiona jest polowa ambona drewniana[7].

## Galeria kościoła
zdjęcia kościoła z roku 2014

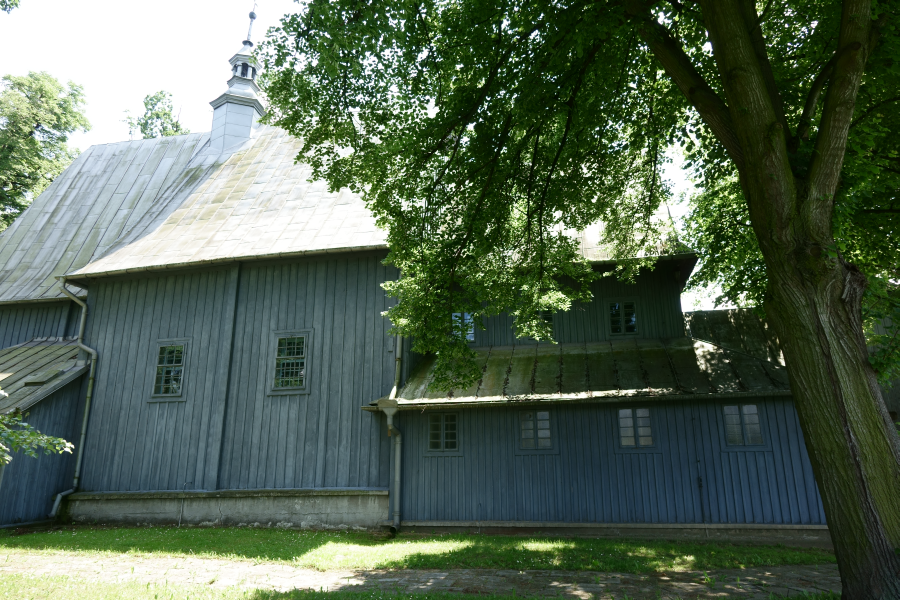
Widok ogólny kościoła
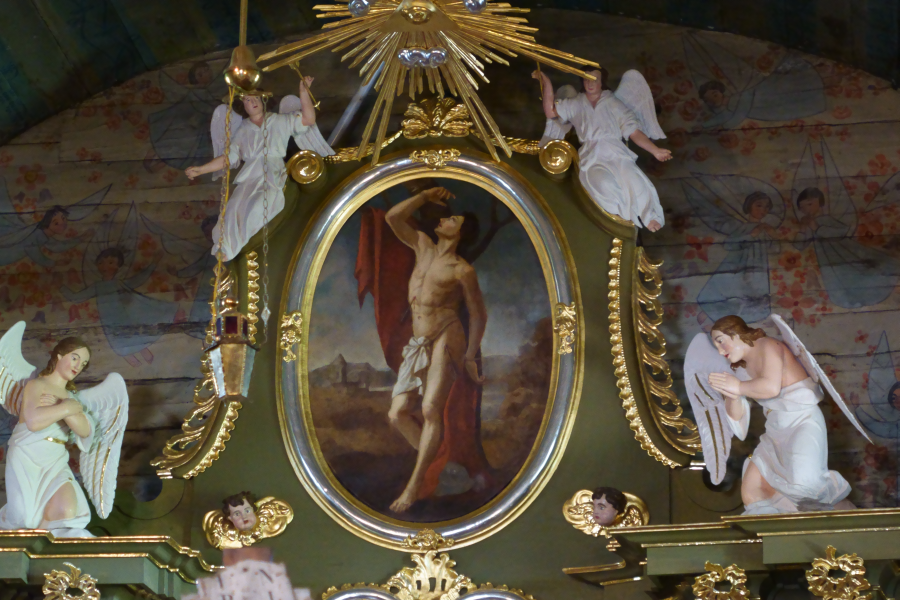
Obraz św. Sebastiana
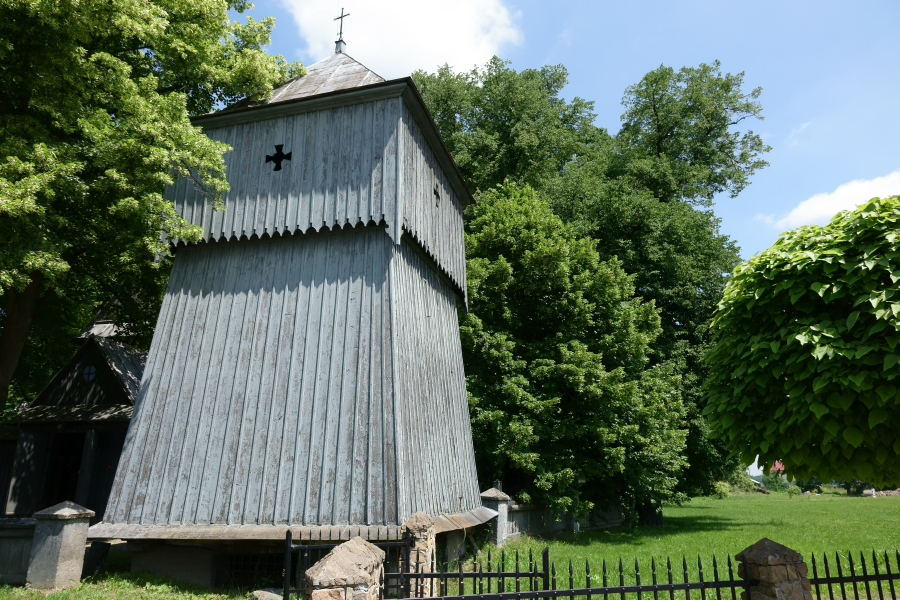
Dzwonnica przy kościele
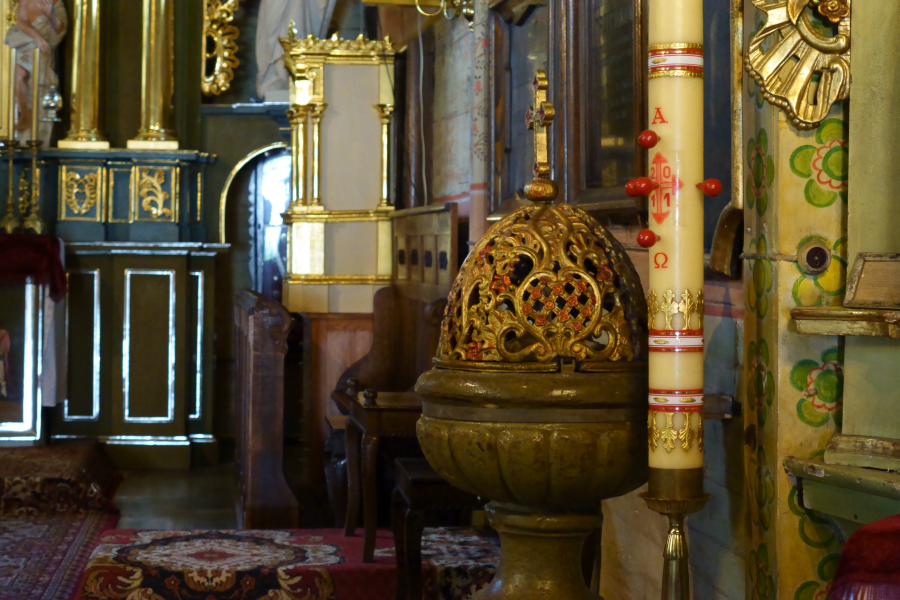
Chrzcielnica z XVIII w.
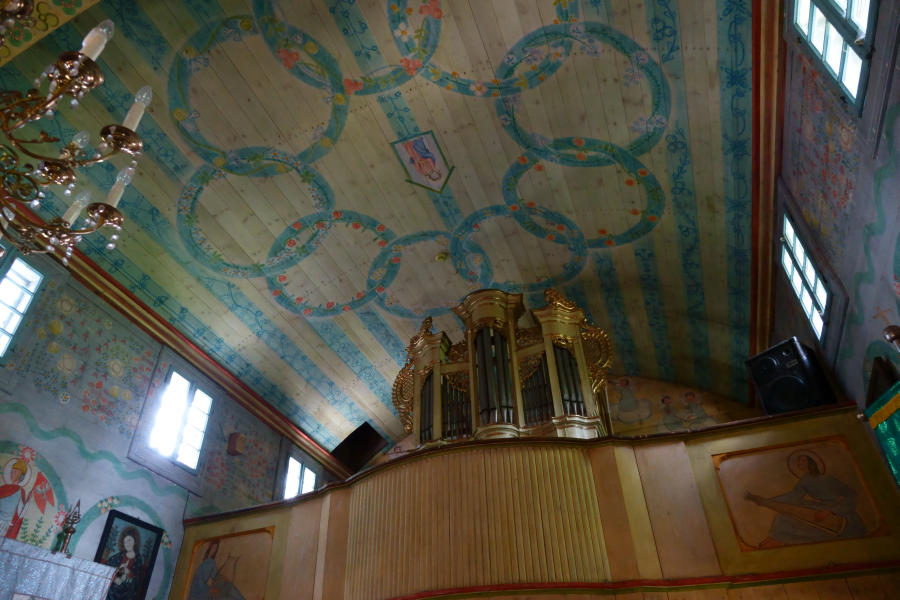
Chór z organami (z 1977)
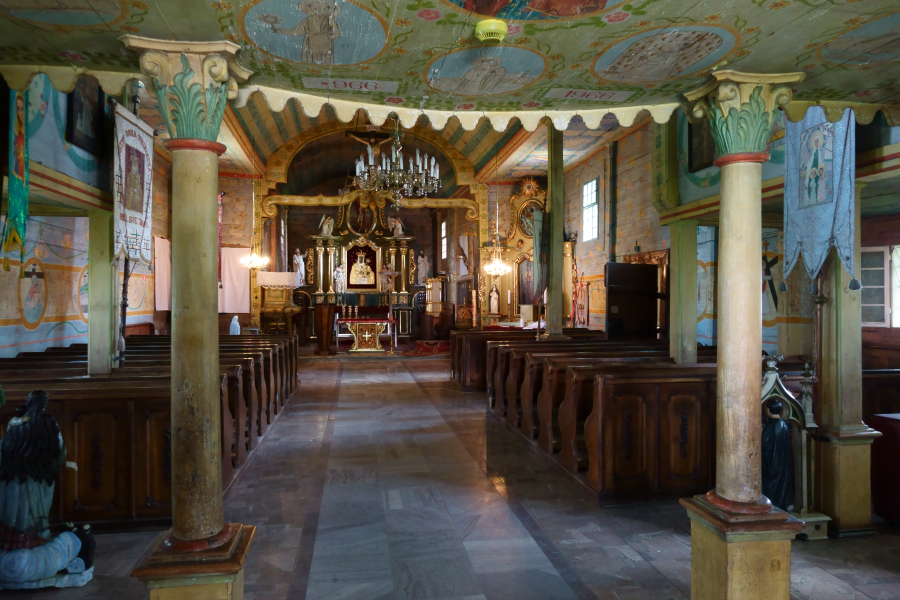
Wnętrze z widokiem na ołtarz główny
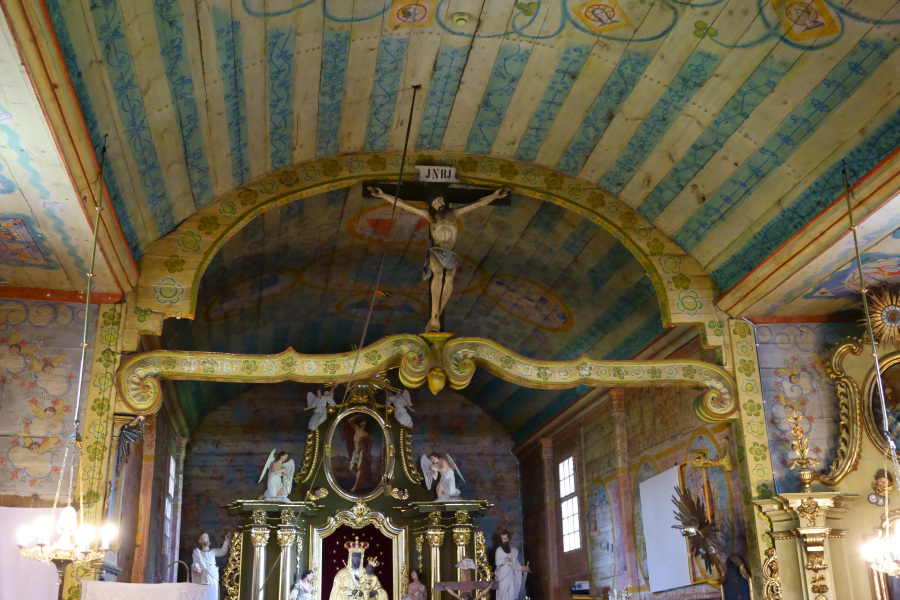
Belka tęczowa
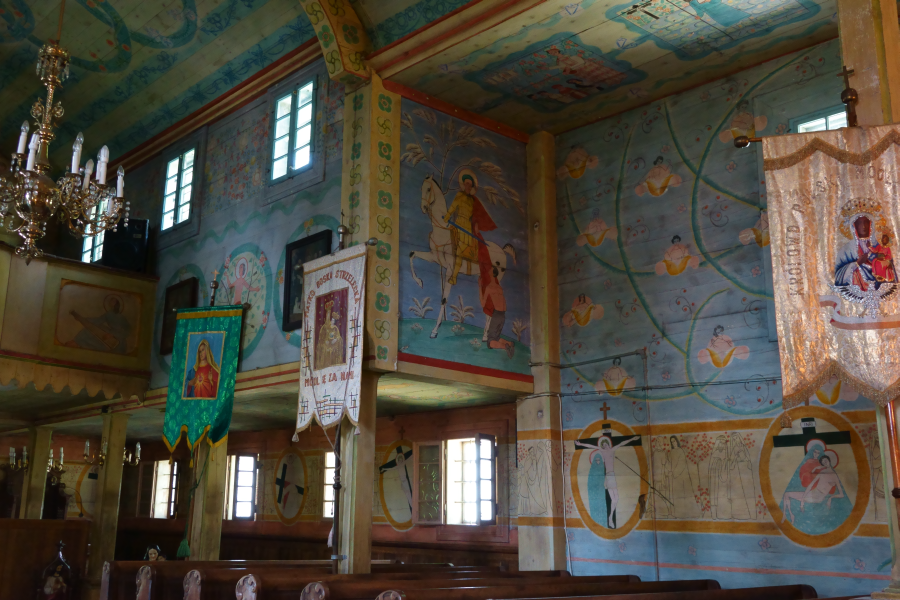
Wnętrze z polichromią
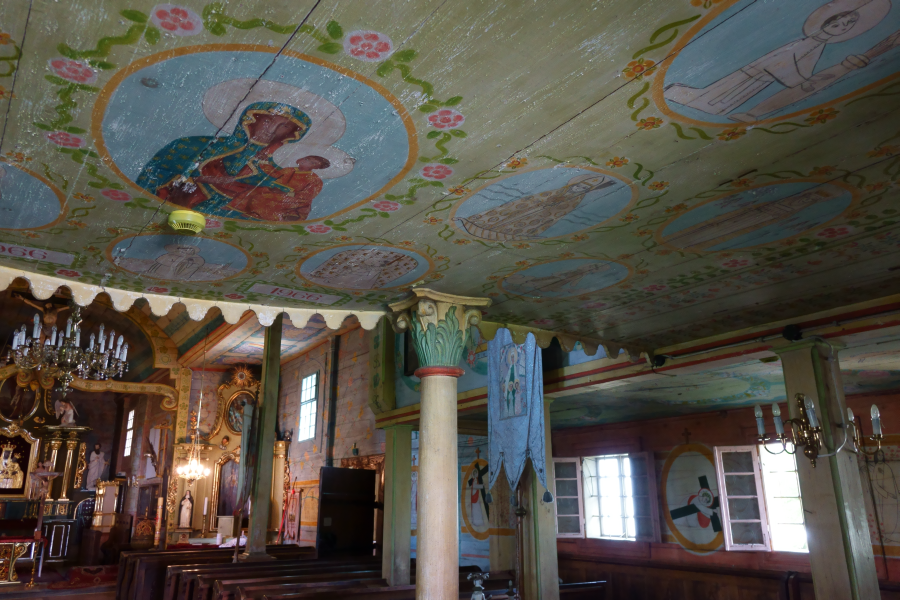
Wnętrze - polichromia
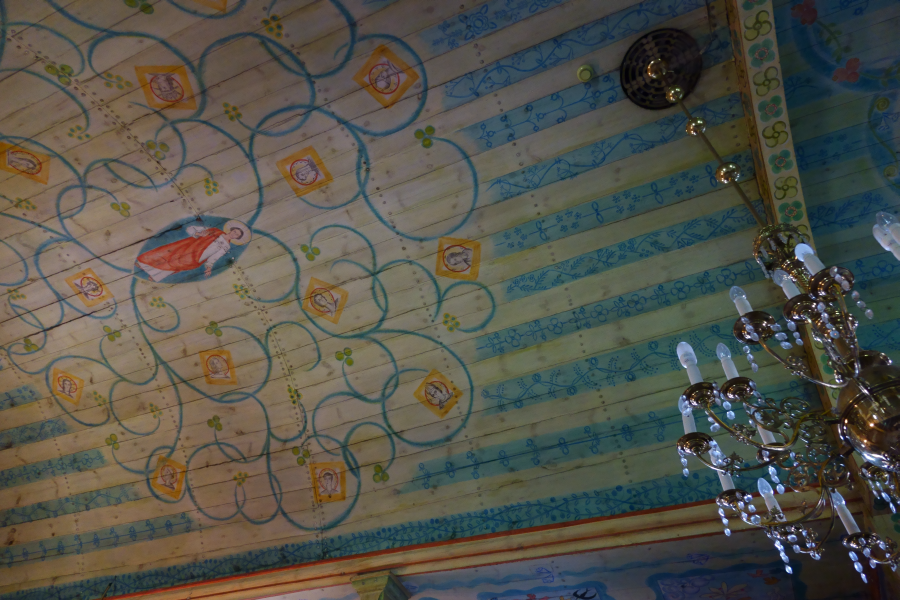
Sufit kościoła (polichromia)